# Johannes Pauli
Johannes Pauli (Alsacia, Pfeddersheim o Pfettisheim, 1455-monasterio de Thann, 1530 o 1533) fue un profesor de lectura, predicador, custodio y estudioso franciscano alemán. 

## Biografía
Se rumoreaban sus orígenes judíos, pero Ludwig von Pastor rechazó estas especulaciones diciendo que se bautizó a temprana edad tomando el nombre Johannes Pauli de su padrino. 
Pauli estudió en Estrasburgo y entró en la Orden Franciscana dando su primer sermón en Thann en 1479. Dos años después due enviado al convento de Oppenheim; en 1504 trabajó como custodio en el monasterio monástico de Berna y más tarde en Estrasburgo de 1506 a 1510, también fue predicador en  Schlettstadt, Villingen-Schwenningen (Selva Negra) y finalmente en Thann.

## Obra
Su obra más conocida es "Schimpf (Scherz) und Ernst", una colección de relatos humorísticos muy valorada en la literatura de lengua alemana, en la que como dice Georg Rollenhagen en el prefacio de "Froschmäusler": "No deseaba hacer a la gente reír sin enseñarles algo; su libro era como las antiguas leyendas y sagas, lleno de acontecimientos e incidentes fabulosos, pero relatados para que en ellos, como en una comedia, se combinen con poesía e imaginación las verdades claras, sin adornos y agrias de la vida en palabras que cuentan cosas serias de forma jocosa, con risa y sonrisa". Pauli dejó información suya en numerosas fuentes y sus farsas fueron inspiración para poetas teutones ulteriores como Hans Sachs. 
"Das Evangelienbuch", con Geiler of Kaisersberg, 1515
"Die Emeis, Buch von der Omeissen", con Geiler of Kaisersberg, 1516
"Die Brösamlin Geilers", con Geiler of Kaisersberg, 1517
"Das Narrenschiff, aus dem Latein ins Deutsch gebracht", con Geiler of Kaisersberg, 1520